# Кялундзюга Валентина Тунсянівна
Валентина Тунсянівна Кялундзюга (рос. Валентина Тунсяновна Кялундзюга; 9 січня 1936, на р. Чукені за 50 км від Ґвасюґів, Хабаровський край, РРФСР — 27 лютого 2022) — російська удегейська громадська діячка, письменниця, знавець, збирачка й популяризаторка удегейського фольклору.

## Біографія
Валентина Тунсянівна народилась 9 січня 1936 року в стійбищі на р. Чукені в тайзі (на відстані 50 км від с. Ґвасюґів, Хабаровський край, РРФСР) в родині удегейця мисливця-рибалки і удегейки.
Рано залишилась без матері. Трьох дітей виховував батько, що попри об'єктивні труднощі, зміг дати всім освіту.
Валентина Кялундзюга вступила до педагогічного інституту, але на 1-му курсі через хворобу залишила навчання.
З 1960 по 1997 рр. працювала головою сільради (потому в адміністрації) в Ґвасюґах.
Ветеран праці, почесний житель району, має нагороди за свою багаторічну діяльність.

## Творчість
До безперечних заслуг В. Т. Кялундзюги слід віднести спільну роботу і співавторство з відомим лінгвістом М. Д. Симоновим над розробкою нової орфографії для удегейської мови, затвердженої офіційно в січні 1989 року Хабаровським крайвиконкомом.
В. Т. Кялундзюга вивчала традиційну культуру свого рідного народу — удегейців: міфи, сказання, звичаї.
У своїх оригінальних творах активно використовує удегейський фольклор.
Перша книга В. Т. Кялундзюги — збірка казок «Два сонця», проілюстрована художником Г. Павлишиним. На поч. 1990-х для популяризації нової абетки удегейської мови письменниця склала «Мандрівку в азбуку» — своєрідну абетку для навчання удегейських дітей рідної мови.
Magnum opus В. Кялундзюги (у співавторстві з М. Д. Симоновим) — Словарь удэгейского языка: удэгейско-русский-удэгейский. Т. 1-3., 1998—1999.
Кялундзюгою здійснено також підготовку, розшифрування і обробку текстів, упорядкування і написання коментарів до першого академічного двомовного (в оригіналі і з російським синхронним перекладом) видання удегейського фольклору, що включило тексти різних жанрів (казки, історичні і чарівні перекази, пісні, загадки, заборони) «Фольклор удэгейцев. Ниманку. Тэлунгу. Ехэ.» (Нб.: «Наука», 1998), що вийшло в чудовій науковій серії «Памятники фольклора народов Сибири и Дальнего Востока» (Том № 18).